# Ceratozamia kuesteriana
Ceratozamia kuesteriana  (лат.) — вид голосеменных растений семейства Замиевые (Zamiaceae).
Ствол длиной 10-20 см, диаметром 9-13 см. Листьев 6-20 в кроне. Новые ростки бронзовые, красные или шоколадно-коричневые. Листья тёмно-зелёные, полуглянцевые, 80-150 см длиной, плоские, с 60-100 сегментами; черенок длиной 20-30 см. Пыльцевые шишки коричневые, от узко-яйцевидно-цилиндрических до веретеновидно-цилиндрических, длиной 9-15 см, 2,5-3 см диаметром; плодоножка 9-13 см длиной. Семенные шишки зелёные, яйцевидно-цилиндрические, длиной 13,5-19,5 см, 6,5-8 см диаметром; плодоножка 12,5-15 см длиной. Семена яйцевидные, 16-21 мм длиной, 12-16 мм в ширину; саркотеста белая, старея становится коричневой.
Эндемик Мексики (Тамаулипас). Растения встречаются в сосново-дубовых туманных лесах на крутых склонах с глубоким грунтом, смешанном с известняковыми скалами.
Этот вид страдает от разрушения среды обитания в результате очистки земель для сельского хозяйства. Кроме того, популяция резко сократилась в результате длительного сбора. Растения встречаются в El Cielo Biosphere Reserve.